# Othon IV de Brunswick-Lunebourg
Pour les articles homonymes, voir Othon IV.
Othon IV (mort en 1446), dit « le Boiteux » (der Hinkende), est duc de Brunswick-Lunebourg et prince de Lunebourg de 1434 à sa mort.

## Biographie
Fils du duc Bernard Ier, Othon IV lui succède conjointement avec son frère Frédéric à sa mort.
En 1425, Othon épouse Élisabeth d'Eberstein (morte en 1468), qui lui donne une fille. Après sa mort, son frère Frédéric règne seul sur le Lunebourg.